# War Angel LP
War Angel LP è un mixtape del rapper statunitense 50 Cent, pubblicato nel 2009.
Il disco è dedicato alla morte di Michael Jackson.

## Tracce
1. I Line Niggas – 2:13
2. Talking in Codes – 3:07
3. Ok, You're Right – 3:07
4. Redrum (Murder) – 3:06
5. C.R.E.A.M. 2009 – 3:04
6. I'll Do Anything – 3:12
7. London Girl – 3:21
8. Better Come on Your a Game – 2:24
9. Get the Message – 2:50
10. Cocaine (feat. Robin Thicke) – 2:41
11. I Gotta Win – 3:00
12. Outro – 0:47